# Вински Врх при Шмарју
Вински Врх при Шмарју (словен. Vinski Vrh pri Šmarju) је насељено место у општини Шмарје при Јелшах, Савињска регија, Словенија.

## Историја
До територијалне реорганизације у Словенији био је у саставу старе општине Шмарје при Јелшах.

## Становништво
У попису становништва из 2011. године, Вински Врх при Шмарју је имао 78 становника.
| Број становника према пописима | Број становника према пописима | Број становника према пописима |
| ------------------------------ | ------------------------------ | ------------------------------ |
| 1991                           | 2002                           | 2011                           |
| 52                             | 73                             | 78                             |

Напомена: До 1955. исказивано под именом Света Барбара. Године 1995. извршене су мање размене територија између насеља Шмарје при Јелшах и Вински Врх при Шмарју.